# Heptathela shei
Heptathela shei XU & YIN, 2001  è un ragno appartenente al genere Heptathela della famiglia Liphistiidae.
Il nome del genere deriva dal greco ἐπτά, heptà, cioè 7, ad indicare il numero delle ghiandole delle filiere che possiedono questi ragni, e dal greco θηλή, thelè, che significa capezzolo, proprio ad indicare la forma che hanno le filiere stesse.
Il nome proprio deriva dal collezionista  She Shusheng che ha raccolto l'esemplare originale.

## Caratteristiche
Ragno primitivo appartenente al sottordine Mesothelae: non possiede ghiandole velenifere, ma i suoi cheliceri possono infliggere morsi piuttosto dolorosi
Questa specie è simile a Heptathela abca; è possibile distinguerla da quest'ultima per i seguenti caratteri: 
- le bursae mediane sono molto più grandi di quelle laterali, non più piccole come nella abca.
- lo stelo tubolare delle bursae mediane è più breve e più consistente.
- la frangia posteriore dell'epigino è seghettata; nella abca è liscia.[2]

### Femmina
La femmina reperita ha una lunghezza totale di 12 millimetri; il cefalotorace, più lungo che largo, misura 5,5 x 4,5 mm e l'opistosoma, alquanto più lungo che largo, misura 5,3 x 2,4 mm.

## Distribuzione
L'olotipo di questa specie è stato rinvenuto a Shijiazhou, località della contea cinese di Qianyang, nella provincia di Hunan, alle coordinate approssimative di 27° 18' N e 110° 12' E.